# Mark Henrich
Mark Henrich, född den 22 juli 1961 i Attendorn, Tyskland, är en västtysk friidrottare inom kortdistanslöpning.
Han tog OS-brons på 4 x 400 meter stafett vid friidrottstävlingarna 1988 i Seoul.